# Aranzel

Pictograma del servei de duanes.

Un aranzel és un impost que cobra l'Estat sobre les mercaderies en els productes exportats i importats, així com per als productes que transitin pel país. S'estableix per protegir la indústria nacional d'un estat de la competència externa i per millorar els resultats de la balança comercial. Té l'avantatge que pot servir per estabilitzar un mercat i fer-lo més previsible, així com per iniciar negociacions comercials amb altres països. La seva imposició pot crear problemes entre governs o iniciar guerres comercials.
El servei estatal responsable de recaptar els aranzels és l'oficina de duanes. Els tres tipus d'aranzel més comuns són:
- Ad valorem: S'aplica sobre el preu de la mercaderia en conjunt.
- Específic: És un aranzel preestablert que s'aplica sobre la quantitat (pes, volum...) o sobre la unitat de càrrega de la mercaderia.
- Mixt: L'impost total es calcula sumant un aranzel específic i un d'ad valorem.

## Història dels aranzels

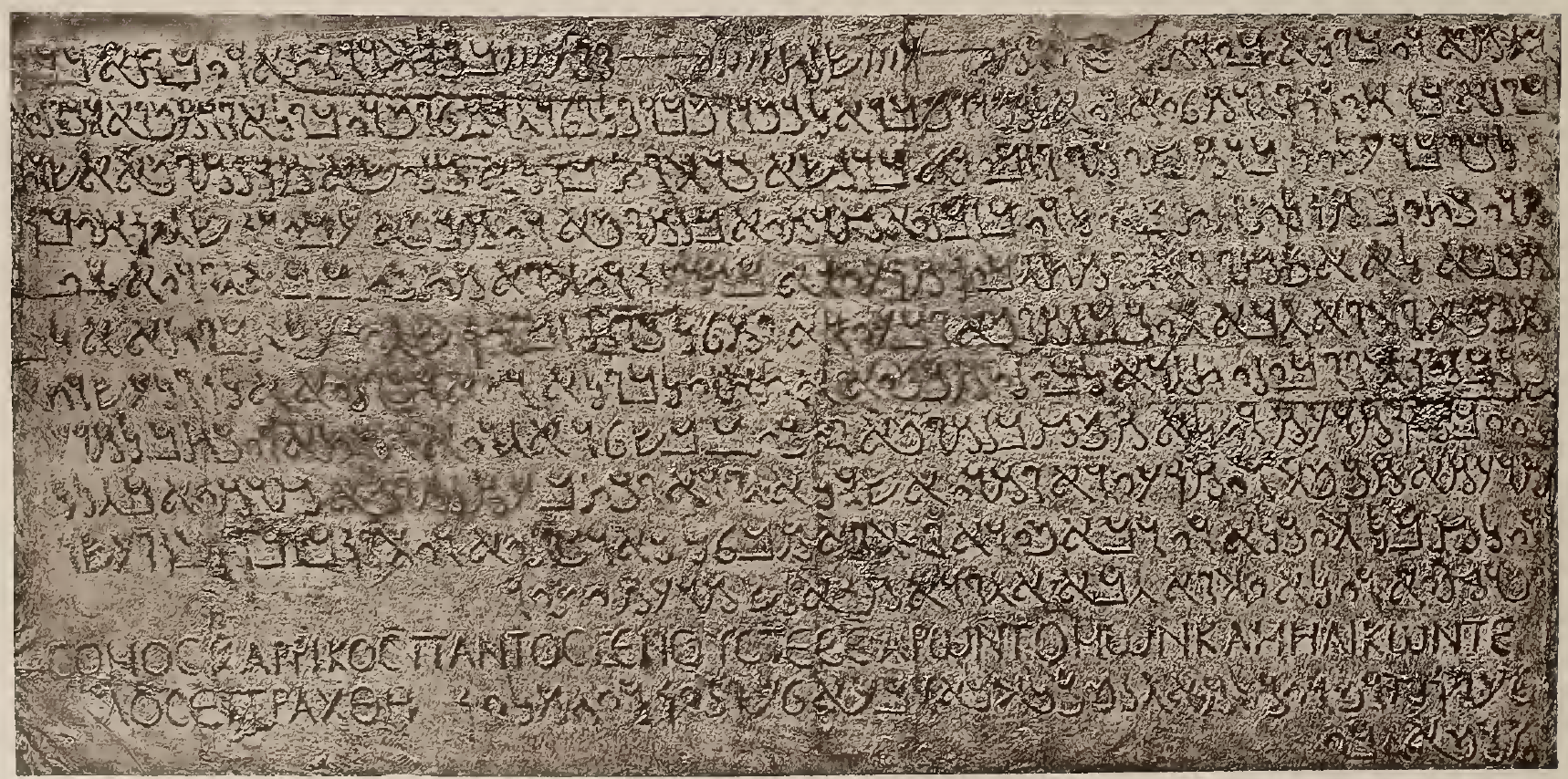
La inscripció en pedra dels Aranzels de Palmira data del.

Els aranzels són un instrument econòmic i polític que ha jugat un paper central en la història del comerç internacional. La seva aplicació es remunta a les civilitzacions antigues, amb exemples a l'antic Egipte, Mesopotàmia, Grècia i Roma. Aquests impostos sobre les mercaderies importades s'aplicaven per assegurar-se que els productes locals no fossin eclipsats per la competència exterior i per finançar les estructures governamentals.
Amb el pas dels segles, especialment durant l'Edat Mitjana, els aranzels es van consolidar a Europa. A nivell local, els senyors feudals i l'Església podien exercir el drets de pontatge, barcatge o portatge, que estipulaven un peatge a les persones i un aranzel a les mercaderies que travessaven per un determinat lloc. Un altre cas era el de les ciutats de la Lliga Hanseàtica —una aliança de ciutats comercials de la regió de la mar Bàltica i el nord d'Europa— que van implementar aranzels per protegir els seus productes. En aquesta època, l'aplicació d'aranzels era sovint arbitrària i podia variar segons la ruta, el tipus de mercaderia i la relació amb els països comercials.

Durant els segles xvii i xviii, amb l'auge dels imperis colonials, els aranzels es van convertir en una eina clau en les polítiques mercantilistes de les grans potències europees, com els imperis britànic, el francès, el neerlandès, el portuguès i l'espanyol. En aquests països, els aranzels s'utilitzaven per protegir les indústries locals i per garantir que els productes manufacturats als territoris colonials fossin consumits exclusivament dins dels propis dominis. Els aranzels van contribuir a la rivalitat entre les potències europees, especialment entre Gran Bretanya i França, i van tenir un paper en les tensions econòmiques que van portar a guerres comercials i, en alguns casos, a conflictes armats.

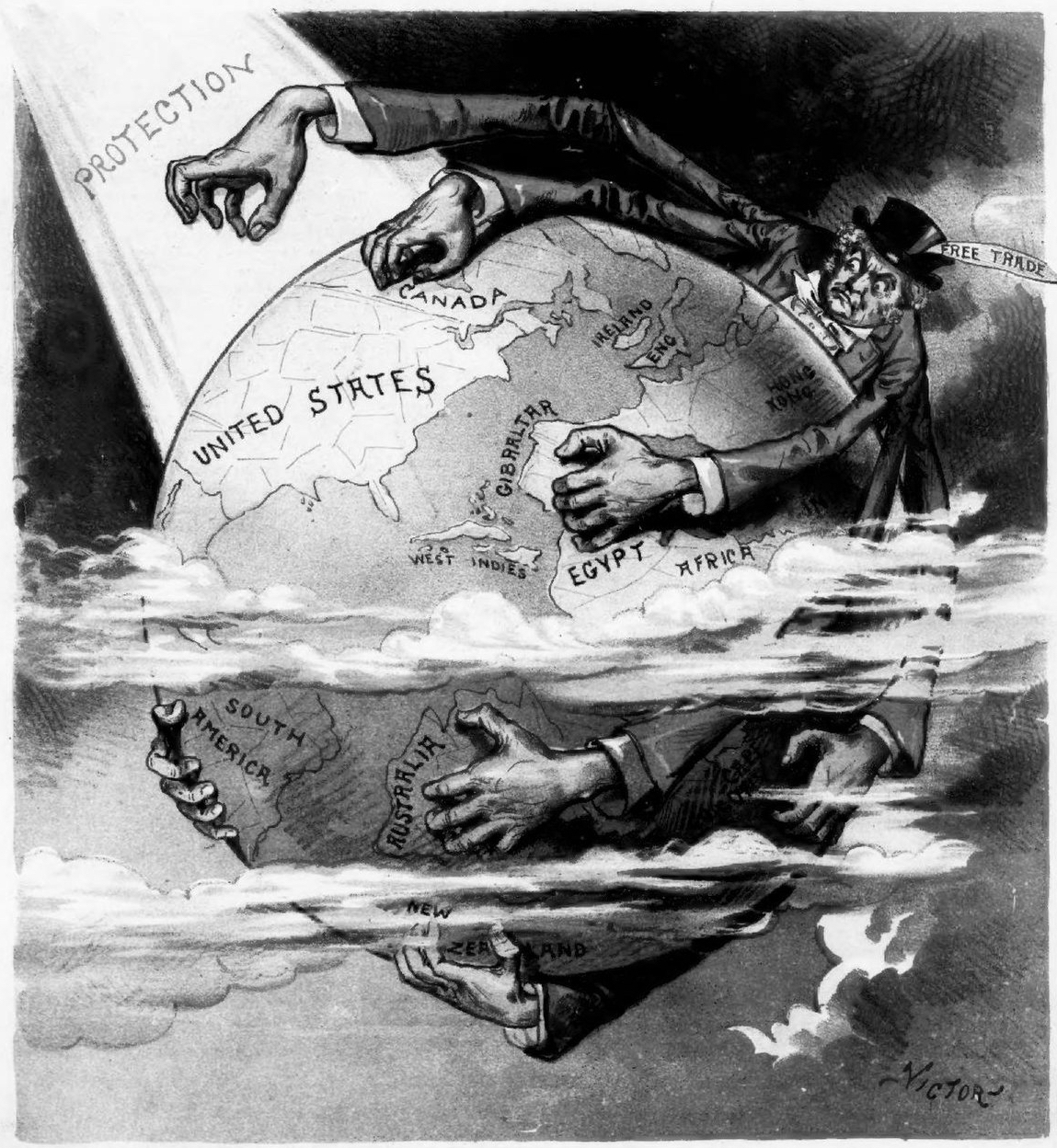
Il·lustració de portada de la revista estatunidenca Judge, contrària al lliure comerç i favorable a les mesures proteccionistes al país (27 d'octubre de 1888).

Un altre moment marcant en la història dels aranzels va ser la Guerra Civil dels Estats Units (1861-1865). Abans de la guerra, hi havia una divisió entre el nord industrialitzat i el sud agrícola. El nord preferia aranzels elevats per protegir les seves indústries, mentre que el sud, que depenia de les exportacions de cotó i altres productes agrícoles, preferia aranzels baixos per mantenir baixos els costos d'importació de béns manufacturats. Aquesta diferència en política comercial va ser un dels factors que va contribuir a l'escalada del conflicte i l'esclat de la guerra civil.
A finals del segle xix i principis del xx, els aranzels van ser àmpliament utilitzats per molts països en resposta a la industrialització global. Nacions com Alemanya, els Estats Units i el Japó van adoptar polítiques proteccionistes amb l'objectiu de construir i consolidar la seva indústria. Els Estats Units, en particular, van tenir un període de fort proteccionisme entre la Gilded Age al període d'entreguerres (1860-1940), amb aranzels elevats sobre molts béns. Aquesta estratègia va permetre al país nord-americà construir una base industrial robusta i, en última instància, convertir-se en una de les economies més poderoses del món.
Després de la Segona Guerra Mundial, va haver-hi un canvi cap a la liberalització comercial. El 1944 es van signar els acords de Bretton Woods i es van fer les primeres passes per a la signatura de l'Acord General sobre Aranzels i Comerç (GATT), tres anys després. Aquest perseguia l'objectiu de reduir aranzels i altres barreres comercials per fomentar un comerç internacional més lliure. L'Organització Mundial del Comerç (OMC), hereva del GATT, és formada per 166 països, que suposen el 98% del comerç global.
No obstant això, durant les últimes dècades, diversos països han reintroduït o augmentat aranzels en certs sectors estratègics, sovint en resposta a la globalització i a la competència d'economies emergents amb costos de producció més baixos. Els Estats Units, per exemple, sota l'administració de Donald Trump (2017-2021), van augmentar aranzels sobre les importacions de productes xinesos, com a part d'una guerra comercial amb la Xina. Aquesta política buscava reduir el dèficit comercial amb la Xina i incentivar la producció nacional. El país asiàtic va respondre taxant els productes nord-americans, iniciant una tensió comercial que va tenir repercussions a nivell global. Per la seva banda, la Unió Europea manté un sistema aranzelari comú per a protegir certs sectors clau, com l'agricultura i l'automòbil. Això implica que els membres de la UE no poden establir aranzels individuals, sinó que s'adhereixen a una política comuna que estableix taxes aranzelàries uniformes per a béns importats de fora de la Unió.
A l'Àsia, Japó i Corea del Sud també han aplicat aranzels en sectors estratègics, com l'agricultura i l'electrònica, per protegir els productors locals davant de la forta competència entre ambdós països i també a nivell global. Mentrestant, països en desenvolupament com Mèxic, l'Índia o el Brasil sovint utilitzen aranzels com a eina per impulsar el desenvolupament intern, tot i que aquests han anat adaptant les seves polítiques per promoure el comerç i atreure inversió estrangera.

## Arguments a favor i en contra de l'ús d'aranzels

### A favor

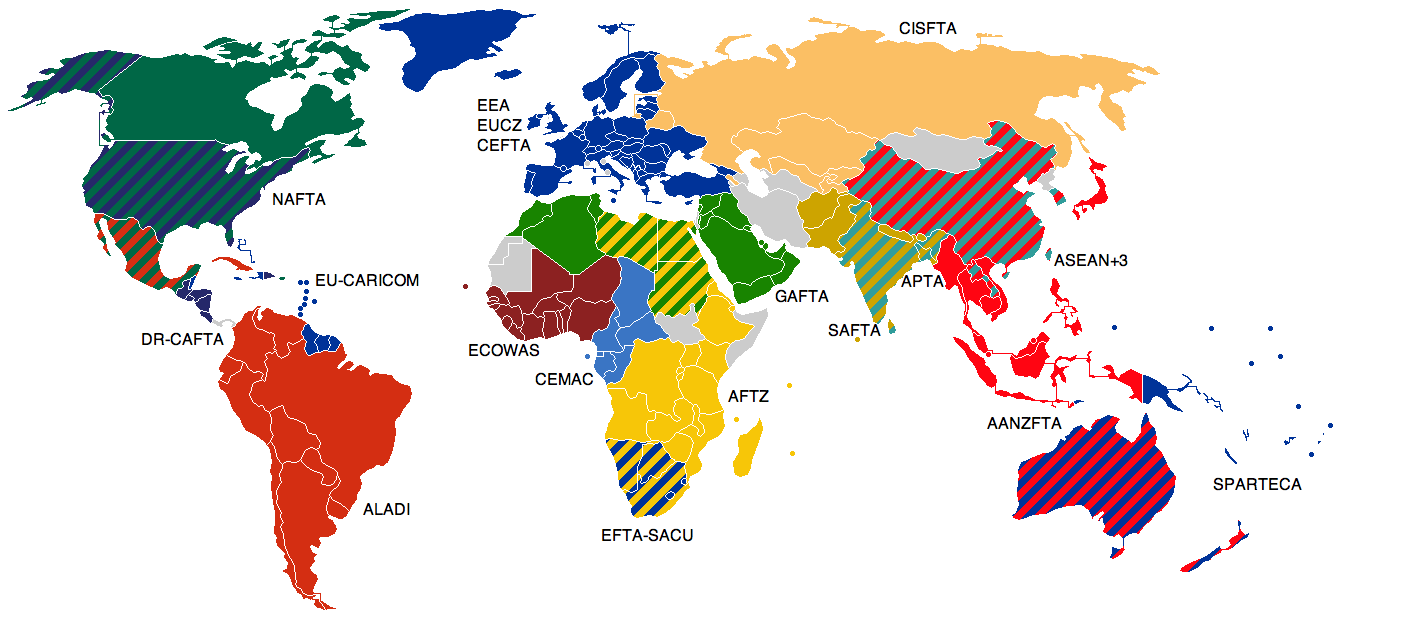
Tractats de lliure comerç.

Els aranzels es consideren essencials en moltes economies per protegir les indústries locals davant la competència internacional. Quan un país aplica aranzels sobre els productes estrangers, augmenta el cost d'importació d'aquests béns, fet que beneficia les empreses locals, ja que permet que els seus productes tinguin un preu més competitiu. Aquesta mesura resulta especialment rellevant per a nous sectors industrials que necessiten consolidar-se abans de poder competir amb empreses estrangeres que tenen avantatges com economies d'escala o costos de producció més baixos. En aquest sentit, els aranzels són vistos com un mitjà per establir una base industrial sòlida en un país i donar suport a sectors que poden esdevenir estratègics a llarg termini.

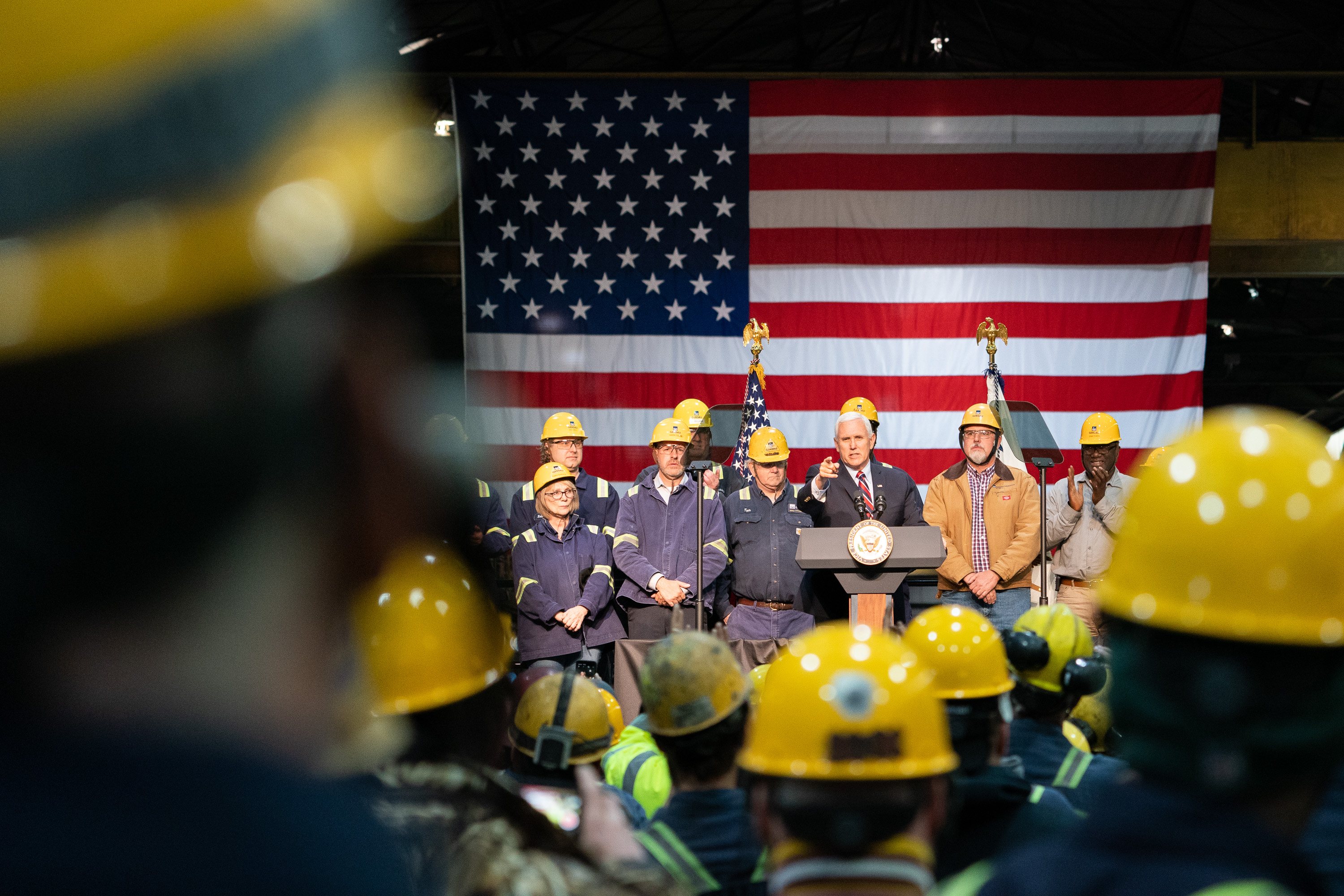
El Vicepresident Mike Pence fent un discurs en una fàbrica d'acer a Minnesota (2019).

Segles enrere, els aranzels havien estat una important font d'ingressos per a molts governs. En els nostres dies, segueixen tenint valor per a països en vies de desenvolupament on altres formes de recaptació poden ser limitades. Els ingressos obtinguts per aquesta via permeten finançar serveis públics, infraestructures i altres projectes de desenvolupament. Els aranzels també es justifiquen com una eina per mantenir l'ocupació en sectors que podrien veure's afectats per la competència exterior. Quan la importació de productes estrangers és més barata que la producció local, les empreses nacionals poden veure reduïdes les seves vendes i, conseqüentment, la destrucció de llocs de treball. Els aranzels, per tant, són considerats una mesura per assegurar la continuïtat de sectors clau, mantenint l'estabilitat de les economies locals i evitant l'erosió de la base laboral. Això és especialment rellevant en països amb altes taxes d'atur o en sectors com l'agricultura, que en molts països en vies de desenvolupament és el principal generador de treball.
En l'actualitat, la utilització d'aranzels ha anat de la mà d'un discurs de caràcter nacionalista. Un exemple recent és el dels Estats Units durant l'administració de Donald Trump, quan es van establir aranzels a productes xinesos i altres béns d'importació amb l'argument de "tornar a fer Amèrica gran". Aquest moviment estava lligat a un fort discurs nacionalista que buscava revitalitzar sectors com la manufactura i la siderúrgia, considerats tradicionals per a l'economia del país, i reduir la dependència d'altres països. Aquesta política va tenir l'objectiu de disminuir el dèficit comercial amb la Xina, però també d'enviar un missatge de "compra productes americans" als consumidors i empreses, apel·lant a un sentiment de lleialtat i orgull nacional.
Finalment, els aranzels són una eina diplomàtica que els governs poden utilitzar per negociar millors condicions comercials amb altres països. En establir aranzels a productes d'una nació, els països poden forçar converses comercials per arribar a acords o per protegir sectors clau de la seva economia. Això es veu, per exemple, en les guerres comercials, on els aranzels són utilitzats per incentivar o desincentivar determinades pràctiques comercials, com va ser el cas dels aranzels aplicats entre els Estats Units i la Xina. Així, els aranzels són vistos no només com una política econòmica sinó com una eina de poder en les relacions internacionals.

### En contra

Gràfica sobre l'efecte negatiu en l'oferta i la demanda causat per l'aplicació d'un aranzel.

Els arguments en contra dels aranzels es basen principalment en els efectes negatius que poden tenir sobre l'economia global i el benestar del consumidor. Un dels principals inconvenients és que els aranzels incrementen els preus dels productes importats, la qual cosa impacta directament en el consumidor, que ha de pagar més per aquests béns. Això redueix el poder adquisitiu i pot limitar l'accés a productes essencials o de millor qualitat.
Els aranzels sovint desencadenen represàlies comercials, amb altres països que responen amb aranzels propis, creant així guerres comercials que redueixen els fluxos comercials globals i poden perjudicar empreses exportadores locals. Aquest tipus de conflicte comercial afecta l'estabilitat del mercat i pot desincentivar la inversió estrangera. També poden alentir la innovació dins del país protegit, ja que redueixen la competència estrangera i, per tant, la pressió sobre les empreses locals per destinar recursos a millorar la rendibilitat del producte. Aquesta manca de competència sovint acaba per generar una oferta menys eficient i menys diversa. Així doncs, els aranzels afavoreixen una mala assignació de recursos i distorsiona el mercat.

## Aranzels als Països Catalans

### Baixa edat mitjana
A l'inici de la seva formació com a entitat política pròpia, els comtats catalans aplicaven certes taxes als productes que es movien pel territori i als béns que s'exportaven. Amb l'auge de Barcelona com a centre comercial, els comtes van començar a establir lleudes que asseguraven ingressos per al govern local i que incentivaven el desenvolupament de les seves rutes comercials. Aquesta estructura primitiva es va anar consolidant al segle xii, quan Catalunya va formalitzar les seves pròpies polítiques comercials i va començar a desenvolupar una política d'impostos adaptada al comerç marítim, amb aranzels a les importacions per protegir els productes locals. Es conserven dos registres històrics, del segle xiii: la Lleuda de Barcelona (acord signat entre el rei Jaume el Conqueridor i el noble Guillem de Mediona) i la Lleuda de Tortosa (un peatge que gravava el trànsit de mercaderies, principalment per via fluvial per l'Ebre). Convé recordar que les paries que els catalans cobraven a les taifes musulmanes, no anaven lligades al comerç entre ambdós regnes, així que en cap cas es pot considerar un tipus d'aranzel.

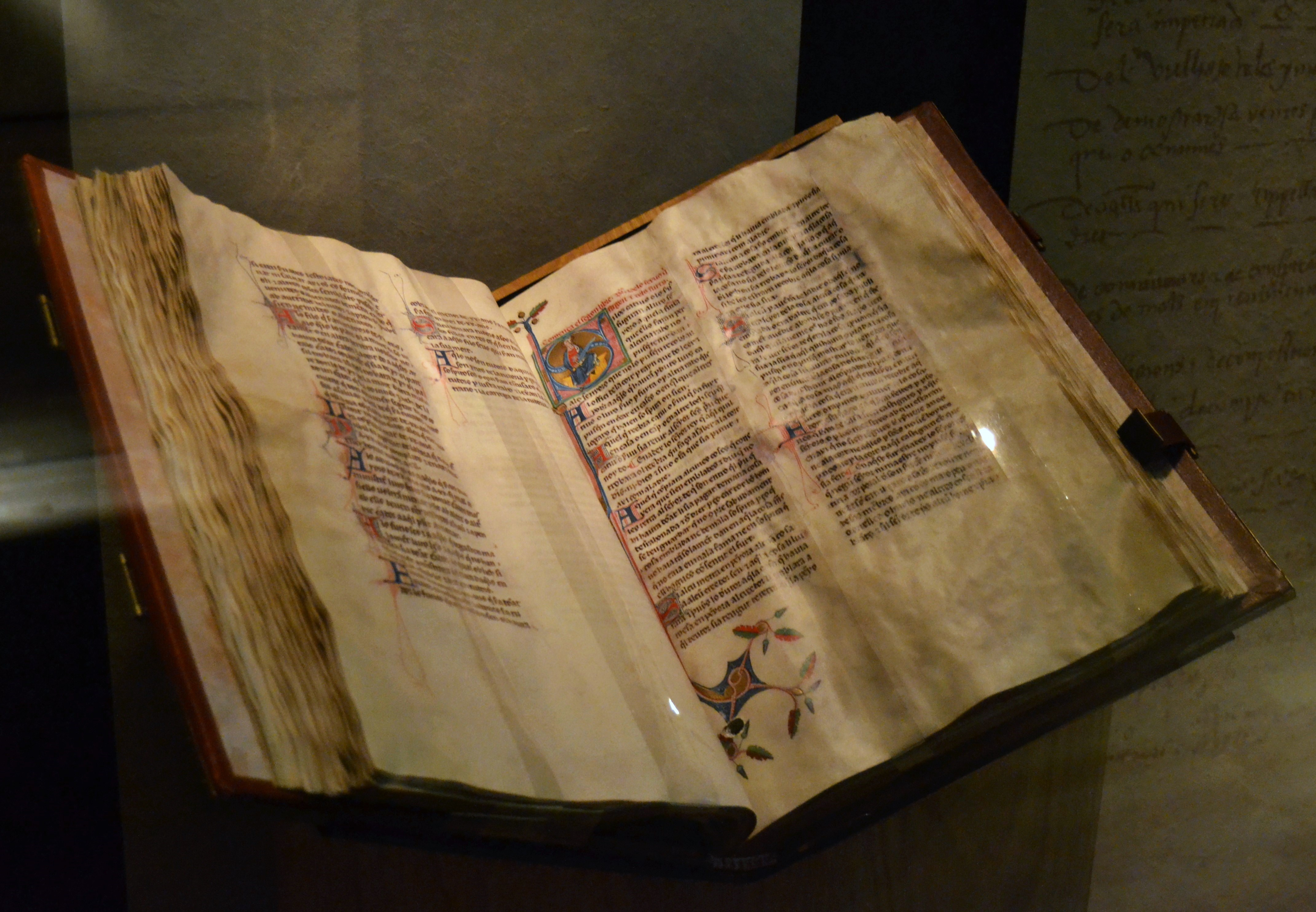
Còdex dels Furs de València.

En el cas del País Valencià anterior a la reconquesta, la seva economia estava fortament marcada per la presència musulmana (taifes de Balànsiya i Dàniyya). Durant l'època andalusina, el comerç estava regulat per una sèrie d'impostos, que afectaven de manera diferent els musulmans i els dhimmi. Un dels més importants era l'ʿushr, una taxa del 10% en les importacions i exportacions. La recaptació a ciutats portuàries com Dénia i València ajudava a mantenir la seguretat i l'administració dels ports i mercats. L'almoixerifat era un altre impost sarraí que gravava les mercaderies que passaven per una ciutat. Amb la conquesta cristiana al segle xiii i la creació del Regne de València, els monarques cristians van establir taxes pròpies per protegir i incentivar l'economia local, recollides en els Furs de València.
Quant a les Illes Balears, sota domini musulmà fins a la conquesta per Jaume I el 1229, també tenien estructures tributàries semblants que regulaven l'intercanvi de mercaderies. La conquesta cristiana va consolidar el paper de Mallorca com a port estratègic a la Mediterrània, cosa que va afavorir la implementació d'aranzels per protegir els productes locals, especialment davant la competència de productes que arribaven de les  Repúbliques marítimes. Mallorca va desenvolupar un sistema propi de taxes portuàries per assegurar la recaptació d'ingressos i promoure la producció local. En aquest àmbit es van produir dos fets remarcables: l'atorgament de la Carta de Franquesa de Mallorca, on es reconeixen els furs del Regne (Jaume I, 1230), i la creació d'un aranzel insular (Jaume II de Mallorca, 1302).

### De la unió de regnes als Decrets de Nova Planta
Des de la signatura del Privilegi de la Unió dels Regnes per part de Jaume el Just (1309), la Corona d'Aragó va esdevenir una potència comercial. La política aranzelària estava orientada a protegir productes com els tèxtils, l'oli o el vi catalans davant d'altres mercaderies que arribaven dels ports italians o francesos. Emperò, també es van establir en el marc de les relacions entre els territoris pertanyents a la Corona. Aquest sistema es va intensificar amb el temps, i sovint es buscava equilibrar la recaptació d'ingressos amb la protecció dels productes més valorats de cada regió. Amb l'expansió de la Corona d'Aragó per la Mediterrània, especialment amb la incorporació de territoris com Sicília, Sardenya i Nàpols, la corona va continuar aplicant aranzels i regulacions per promoure el comerç intern i gestionar les relacions comercials amb altres potències marítimes. Aquesta política proteccionista va permetre que la Corona mantingués certa independència econòmica i fomentés un sistema comercial pròsper, malgrat la competència amb altres potències comercials com Venècia i Gènova.
Amb la unió dinàstica amb Castella, a finals del segle xv, el sistema aranzelari es va anar unificant progressivament sota la Monarquia Hispànica, i la Corona d'Aragó va perdre part de la seva autonomia en aquesta matèria. La Guerra de Successió Espanyola i els Decrets de Nova Planta van liquidar els furs dels antics regnes i del principat, centralitzant la presa de decisions en matèria de comerç internacional i fiscalitat a Madrid. Un dels efectes va ser la desaparició dels aranzels interns entre els regnes espanyols, a excepció del de Navarra.

### La frontera Espanya-França

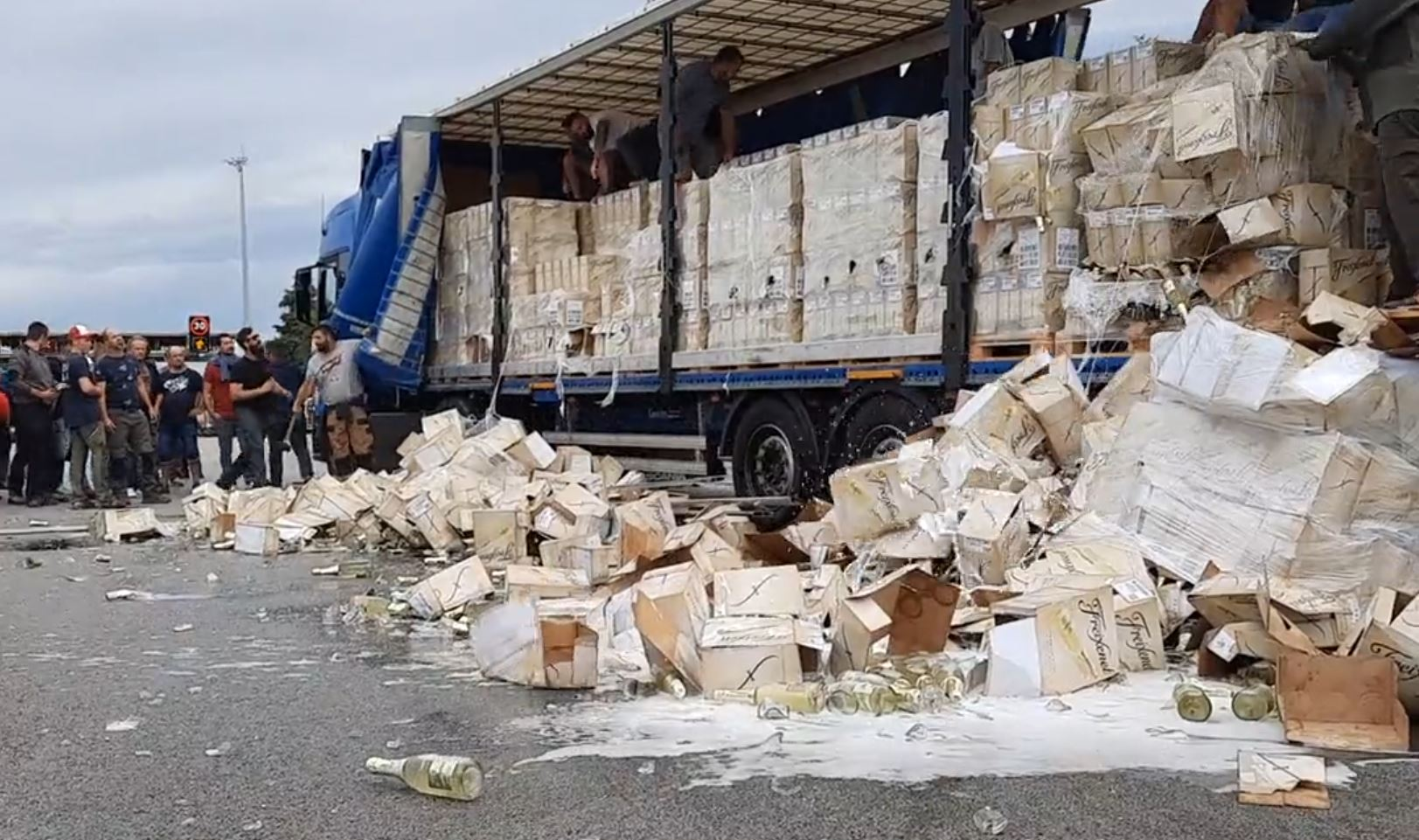
Camió carregat de cava català, destrossat durant una manifestació d'agricultors al Voló (Rosselló).

Abans de 1986, les relacions comercials entre Espanya i França —i, conseqüentment, entre les Catalunyes Sud i Nord— estaven marcades per la presència d'aranzels i restriccions que limitaven el lliure comerç entre els dos països. Com a membre de la Comunitat Econòmica Europea (CEE), França ja participava d'una unió duanera amb altres estats membres des de 1958, la qual eliminava els aranzels interns i creava una tarifa comuna per als productes provinents de fora de la CEE. En canvi, Espanya tenia un sistema aranzelari propi, amb drets de duana aplicats als productes francesos i la resta de països europeus. Durant aquest període, els aranzels francesos afectaven especialment sectors com l’agricultura, on Espanya tenia productes competitius (fruites, verdures, olis) que França intentava protegir mitjançant tarifes per evitar una competència desavantatjosa per als seus productors. Espanya, al seu torn, aplicava aranzels i altres barreres a les importacions industrials franceses, per protegir sectors locals com el tèxtil i l’automòbil, que no tenien la mateixa capacitat competitiva que el seu veí del nord.
Amb l'adhesió d'Espanya a la CEE el 1986, es va iniciar un període de transició en el qual els aranzels entre Espanya i els altres membres es van eliminar progressivament, assolint la plena integració duanera en pocs anys. La unió duanera europea va suposar l'eliminació completa dels aranzels entre els dos països i la implementació d'una tarifa aranzelària comuna per a productes de fora de la Unió Europea, permetent el lliure comerç dins d'aquest mercat únic. Actualment, dins de la UE, Espanya i França formen part del mercat únic europeu, que garanteix la circulació de béns, serveis, persones i capitals (les quatre llibertats). Això vol dir que no hi ha aranzels ni controls duaners en el comerç entre els dos països; per tant, les empreses espanyoles i franceses poden vendre els seus productes en l'altre país sense cap mena de cost addicional. Aquest sistema facilita la competència i la col·laboració econòmica entre els dos països i permet que les cadenes de subministrament siguin més eficients, comportant un notable increment en el comerç bilateral i la integració econòmica.
Malgrat que la desaparició de facto de la frontera entre ambdós països és una realitat des de començaments de la dècada del 1990, es produeixen amb regularitat manifestacions d'agricultors a banda i banda de la frontera per reclamar ajudes econòmiques per pal·liar les pèrdues econòmiques causades per la ferotge competència que arriba dels competidors veïns.

### Andorra en l'actualitat

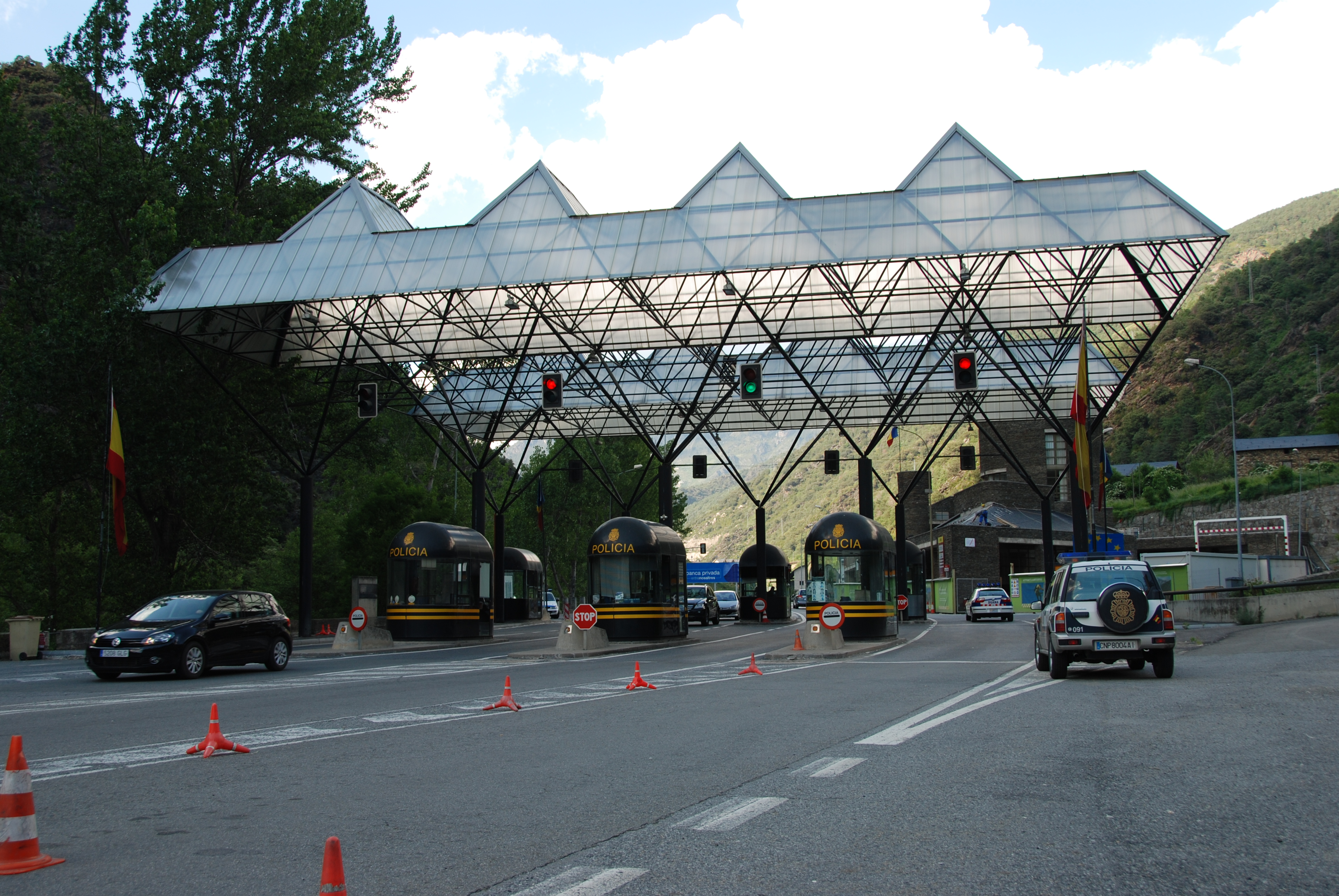
Duana espanyola en la frontera catalano-andorrana (La Farga de Moles / Sant Julià de Lòria)

El sistema aranzelari d'Andorra té alguns trets específics que el diferencien de la majoria de països, en part per la seva situació geogràfica i per la seva relació amb la UE. Tot i que Andorra no n'és membre, manté un acord duaner amb aquesta des de 1991, que ha donat forma al seu sistema aranzelari actual. Un dels aspectes més destacats és que Andorra aplica aranzels de manera diferenciada segons el tipus de producte. Per als productes industrials, Andorra i la UE tenen una unió duanera completa, cosa que significa que no hi ha aranzels sobre aquests productes quan es mouen entre Andorra i els països de la UE. Aquest acord facilita l'intercanvi de productes manufacturats, beneficiant tant les empreses andorranes com les europees que vulguin comercialitzar amb Andorra. En canvi, per als productes agrícoles, Andorra no forma part de la unió duanera amb la UE i, per tant, manté la capacitat d'aplicar aranzels i controls propis. Això permet que Andorra protegeixi la seva producció agrícola local, limitada per la seva geografia, amb impostos sobre les importacions d'aliments i altres productes agrícoles per assegurar la competitivitat dels productes locals.
A més dels aranzels, Andorra és coneguda pels seus impostos baixos sobre productes com l'alcohol, el tabac i alguns productes de luxe, fet que atreu el turisme de compres des de països veïns com Espanya i França. Aquesta diferència en la càrrega fiscal respecte als països veïns és un factor que també influeix en el comerç i en el control de mercaderies, ja que el govern andorrà ha de gestionar el flux d'importacions i exportacions. No obstant, des de finals de la dècada del 2010, el fenomen del turisme de compres s'està invertint. És degut a un aparellament en els preus en ambdós països i al treball que ha dut a terme l'Agència Estatal de l'Administració Tributària espanyola per agilitzar la tramitació de la devolució de l'IVA en les compres de clients extracomunitaris no residents (tax free). Això ha provocat que molts andorrans comprin a Catalunya i demanin la devolució de l'IVA, de manera que s'estalvien l'IGI del seu país.